# Biskopsdömet Dorpat
Furstbiskopsdömet Dorpat, estniska: Tartu piiskopkond, var ett furstbiskopsdöme i Livland under medeltiden, med Dorpat (Tartu) som biskopssäte och residensstad.

## Historia

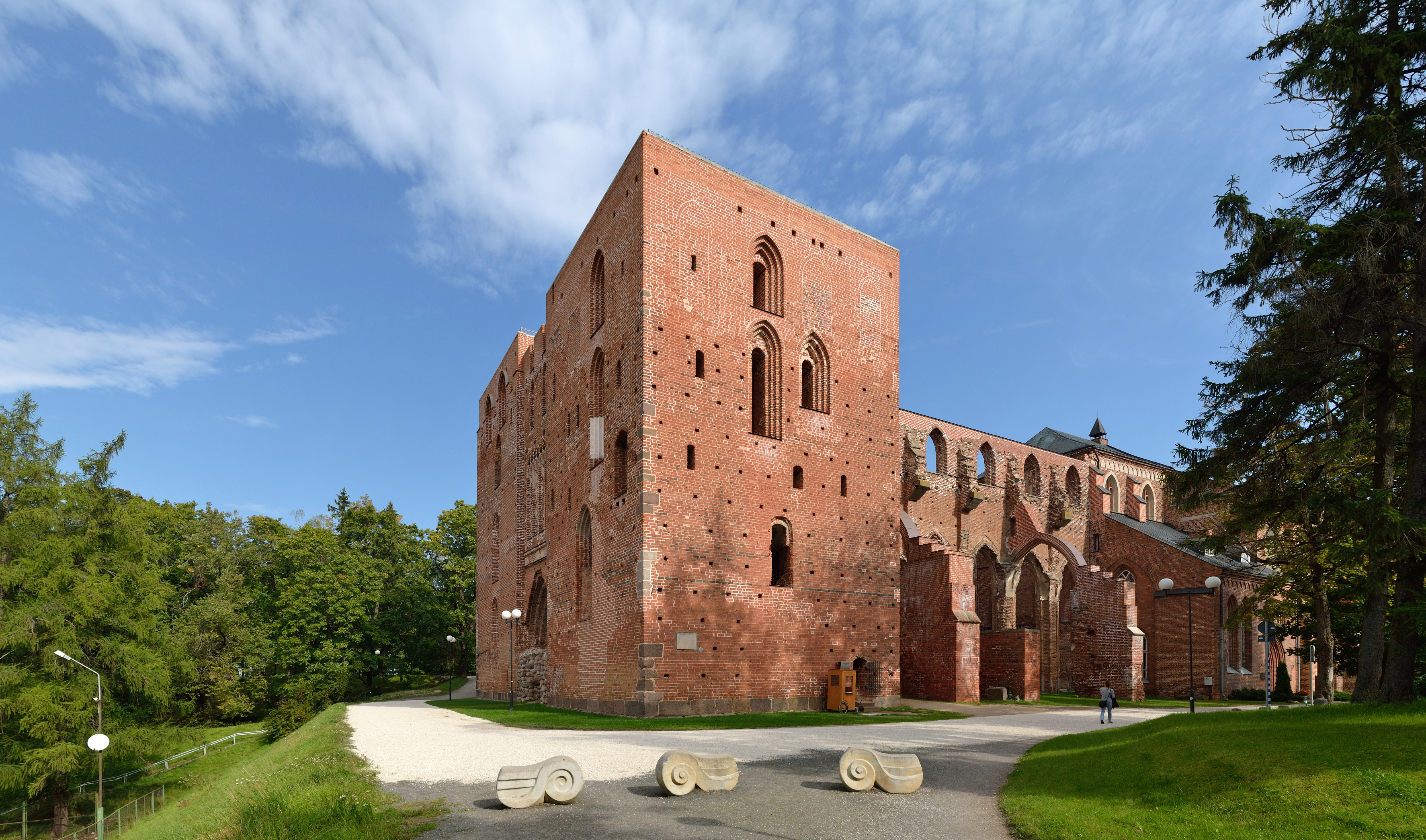
Domkyrkoruinen i Tartu.

Furstbiskopsdömet grundades 1224, med Hermann von Buxhövden som förste biskop, på områden som före Svärdsriddarordens erövring av Livland tillhört ugauniernas furstendöme. Biskop Hermann valde Dorpat som residens. Den 6 november 1225 erkändes han av kung Henrik VII som riksfurste inom Tysk-romerska riket. Hermanns och Tyska ordens förenade riddarhär besegrades av Republiken Novgorods här under Alexander Nevskij i slaget på Peipussjön 5 april 1242, vilket innebar ett slut för ordensstatens expansion österut under 1200-talet. Biskopsdömet kom dock att utvecklas till ett viktigt centrum för Hansans handel österut. Ursprungligen 1255 var Dorpats stift i kyrkligt hänseende underställt Lunds katolska ärkestift i Danmark, men 1255 överfördes det till Riga ärkestift i samband med dettas upphöjning till ärkestift.
År 1268 omnämner sig biskop Fredrik av Dorpat även som biskop av Karelen.
Biskop Dietrich Damerow var furstbiskop 1378–1400 och hamnade i direkt konflikt med Tyska orden; han bildade istället en koalition riktad mot orden tillsammans med storfurstendömet Litauen, hertigdömet Mecklenburg och Vitaliebröderna och sökte även en allians med Rikard II av England. Ordensstaten invaderade biskopsdömet 1379, men biskopen kunde framgångsrikt hävda sitt oberoende och som ett direkt resultat av konflikten kom biskopen att inte längre behöva ställa sina vasaller till ordens förfogande i rusttjänst. 
Biskopsdömet försvagades i samband med den protestantiska reformationen i ordensstaten 1525. Tsar Ivan den förskräcklige av Ryssland hävdade Rysslands historiska anspråk på Dorpat under mitten av 1500-talet, och krävde en lösensumma på 40 000 daler. Då tsaren inte accepterade ett lägre bud från biskopsdömet, kom detta istället att bli upptakten till livländska kriget. År 1558 ockuperades Dorpat av Ryssland och den siste katolske biskopen Hermann II dog i rysk fångenskap 1563, varefter furstbiskopsdömet upphörde att existera som självständig stat. Genom freden i Jam Zapolski 1582 tvingades Ryssland efter kriget avstå sina anspråk till Polsk-litauiska samväldet, som bildade det polsk-litauiska hertigdömet Livland ur biskopsdömena och den tidigare ordensstatens territorium i Livland.
I den moderna Estniska evangelisk-lutherska kyrkan är Tartu åter biskopssäte för en luthersk biskop, vars stift omfattar södra Estland.

## Slott i biskopsdömet
Det fanns fem befästa slott i sten i biskopsdömet:
- Dorpats biskopsslott
- Odenpäh (Otepää), var den äldsta stenborgen som tidigare varit ugauniernas viktigaste fäste
- Kirrumpäh (Kirumpää) och Neuhausen (Vastseliina) som låg vid vägen mellan Dorpat och Pskov.
- Oldentorn (Vana-Kastre) och Warbeke, även kallat Caster (Uue-Kastre) vid floden Emajõgi nedströms från Dorpat i riktning mot Peipus

I biskopsdömet låg även ett framstående cistercienskloster, Kärkna kloster, (på tyska Valkena eller Falkenau).

## Furstbiskopar av Dorpat
- Hermann von Buxhövden 1224–48
- Alexander 1263–68
- Friedrich von Haseldorf 1268–88
- Bernhard I 1289–1302
- Dietrich I Vyshusen 1302–12
- Nikolaus 1312–23
- Engelbert von Dolen 1323–41
- Wescelus 1342–1344
- Johannes I Viffhusen 1346–73
- Heinrich I von Velde 1373–78
- Dietrich II Damerow 1378–1400
- Heinrich II Wrangel 1400–10
- Bernhard II Bülow 1410–13
- Dietrich III Resler 1413–41
- Bartholomäus Savijerwe 1441–59
- Helmich von Mallinckrodt 1459–68
- Andreas Pepler 1468–73
- Johannes II Bertkow 1473–85
- Dietrich V Hake 1485–98

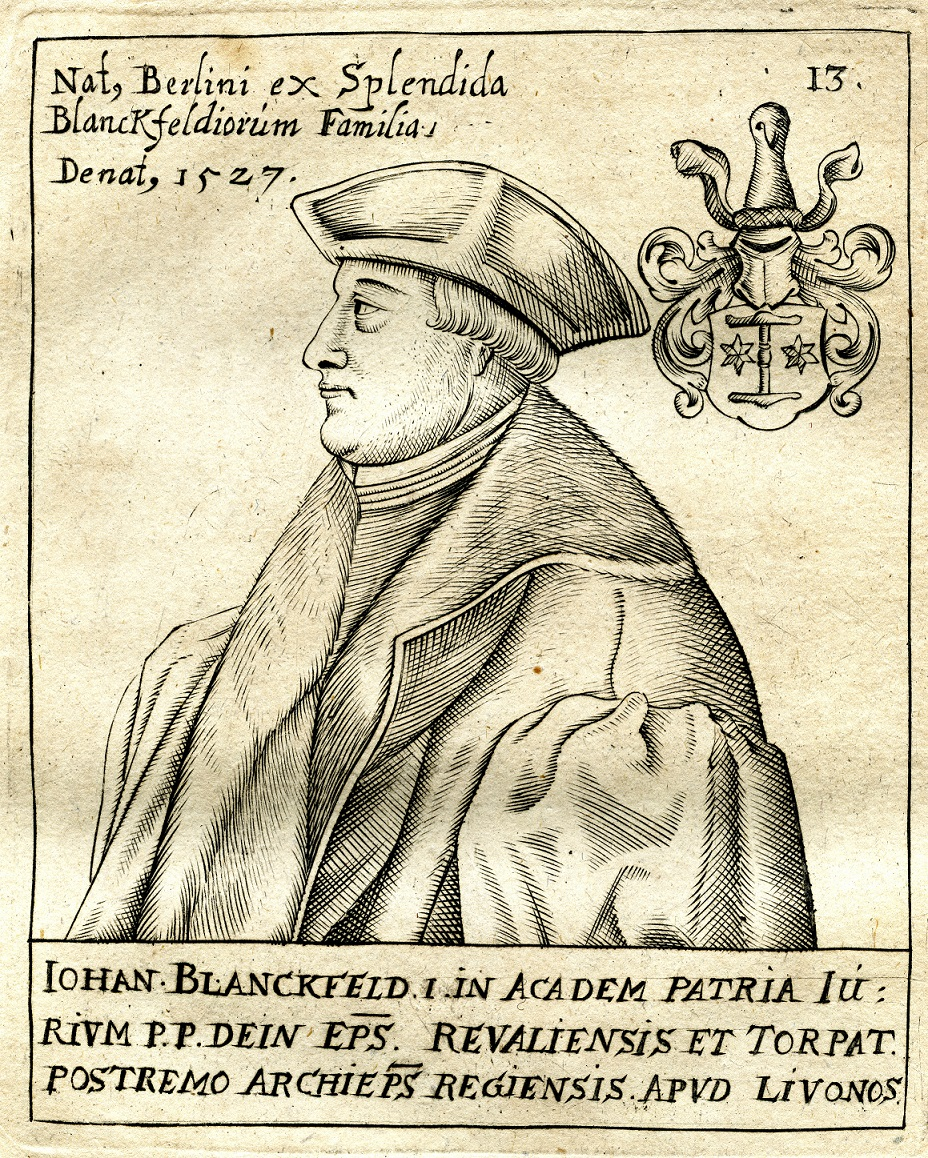
Johannes Blankenfeld, biskop av Dorpat från 1518 till 1527.

- Johannes III von der Rope 1499–1505
- Gerhard Schrove 1505–13
- Johannes IV Duesborg 1513–14
- Christian Bomhower 1514–18
- Johannes V Blankenfeld 1518–27
- Johannes VI Bey 1528–43
- Hermann II Bey 1543-1544
- Jodokus von der Recke 1544–51
- Hermann II Wesel 1552–60